# Pelochyta brunnitricha
Pelochyta brunnitricha là một loài bướm đêm thuộc phân họ Arctiinae, họ Erebidae.